# Wikipédia en vieux-slave
Wikipédia en vieux-slave (en slavon d'église : Словѣньска Википєдїꙗ) est l’édition de Wikipédia en vieux-slave, langue slave méridionale ancêtre du bulgare et du macédonien. L'édition est lancée en 30 septembre 2006,,,,. Son code est : cu.
Au 6 août 2025, l'édition en slavon d'église contient 1 301 articles et compte 27 959 contributeurs, dont 19 contributeurs actifs et 1 administrateur.

## Présentation

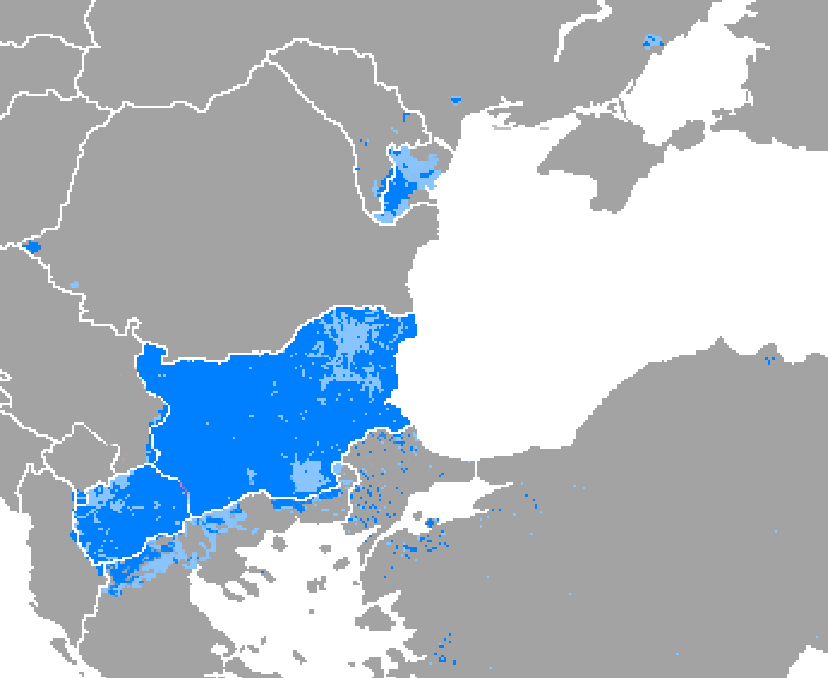
Continuum linguistique bulgaro-macédonien.

## Statistiques
- Le 14 novembre 2022, l'édition en slavon d'église contient 1 179 articles et compte 23 490 contributeurs, dont 19 contributeurs actifs et 2 administrateurs.
- Le 22 septembre 2024, elle contient 1 240 articles et compte 26 590 contributeurs, dont 23 contributeurs actifs et 2 administrateurs.